# Dorian Leigh
Dorian Elizabeth Leigh Parker (San Antonio, Texas, 23 de abril de 1919 - Falls Church, Virgínia, 7 de Julho de 2008) mais conhecida por Dorian Leigh  é considerada por alguns como a primeira supermodelo do mundo.

## História
Ela trabalhou de fins dos anos 1940 ao início dos anos 1960, numa época em que posar para fotos de moda era considerado o segmento de maior prestígio na profissão de modelo (modelos fotográficos ganhavam muito mais do que as modelos que desfilavam em eventos e consideravam-se acima de tal tipo de trabalho). Leigh chegou a ser escolhida para representar um perfume da Revlon, Fire and Ice. Também acredita-se que ela tenha sido a inspiração para o filme Funny Face.
Em 1980, Dorian publicou sua autobiografia, "The girl who had everything". Casou-se quatro vezes e teve cinco filhos.